# Campaña Catalana en Asia Menor
En 1303, el emperador bizantino Andrónico II Paleólogo contrató a 6500 mercenarios catalanes bajo Roger de Flor para la campaña contra los turcos en la primavera y el verano de ese mismo año. Su servicio costoso vino con éxito, haciendo retroceder a los turcos en las partes de Asia Menor. En Filadelfia, 10 000 soldados turcos (posiblemente los de Aydin) quedaron muertos, por el trabajo de los catalanes. 
La campaña de Bizancio obtuvo pocas victorias decisivas en una guerra mal gestionada; sin embargo, los bizantinos consiguieron más de lo que esperaban; los mercenarios eran difíciles de contener y, en consecuencia gran parte del territorio reconquistado se fue perdiendo. Cuando Roger de Flor fue asesinado, los mercenarios iniciaron un saqueo de dos años en venganza y pasaron a Tracia y Macedonia, donde se produjeron más incursiones. Finalmente, los mercenarios catalanes reclamaron los Ducados de Atenas y Neopatria para sí mismos en 1313, dejando tras de sí una devastada Bizancio. Después de esto, los turcos encontraron mucho apoyo entre aquellos que habían sufrido y volvieron a ocupar las tierras que se habían perdido.
Así, la campaña de los catalanes fue una victoria bizantina a corto plazo, pero benefició a los turcos en el largo plazo.